# Каросас, Юргис Юргевич
Юргис Юргевич Каросас (род. 9 февраля 1922, Утена — ум. 20 апреля 2013, Вильнюс) — литовский журналист, редактор.

## Биография
Вырос в Гедрайчяе, затем в Сведасае. В 1940 году окончил Утенскую гимназию .
Во время немецкой оккупации в 1941-1944 гг. секретарь подпольного комитета ЛКСМ Литвы Сведасайского уезда . В 1943-1944 гг. — партизан советского партизанского отряда «Жемайте». В 1944—1946 гг. работал комсомольским организатором в д. Сведасай, затем в Рокишкской гимназии.
В 1946-1948 гг. учился в Вильнюсском университете, но не доучился. В 1948—1950 гг. — ответработник Аникщяйского уездного комитета ЛКП(б). До 1950 года — редактор газеты «Kolectivinis darbas». В 1950-1953 гг. учился в Московской высшей партийной школе, получил образование журналиста.
В 1953-1988 гг. — главный редактор республиканской газеты «Valstiečių laikraštis».
В 1963 — 1975 гг. и 1985 — 1990 гг. — депутат Верховного Совета Литовской ССР.
Умер 20 апреля 2013 года в Вильнюсе . Похоронен на Вильнюсском Лиепкальнисском кладбище .